# Gau
Gau (pl. Gaue) este un cuvânt german obișnuit, cu traducerea „ținut”, „regiune”. A mai fost și numele unei unități administrativ-teritoriale medievale, nume reintrodus de național-socialiști (naziști) în Germania și Austria, după ce la 30 ianuarie 1934 au desființat structura federală a țării (landurile), în scopul realizării centralismului totalitar. Pentru textul legii corespunzătoare vezi Gesetz über den Neuaufbau des Reichs.
Cuvântul „Gau” se mai regăsește și azi în numele unor ținuturi și regiuni istorice, mai mari sau mai mici, din Germania, Austria și Elveția, așa ca de ex. Rheingau, Torgau, Pinzgau, cantonul elvețian Turgovia (în germană: Thurgau), unde nu are o conotație nazistă.
În România unitatea administrativă echivalentă a fost ținutul.

## Gauleiter
Șeful unei „Gau” se numea „Gauleiter” (Leiter însemnând "conducător"). De exemplu, criminalii naziști Joseph Goebbels și Baldur von Schirach au fost Gauleiter, primul al Berlinului și al doilea al orașului Viena.